# Сосновка (Уинский район)
Сосновка — деревня в составе Уинского муниципального округа в Пермском крае.

## Географическое положение
Деревня расположена в западной части округа на расстоянии примерно 19 километров на север-северо-запад по прямой от села Уинское.

## Климат
Климат умеренно континентальный. Зима продолжительная, снежная. Средняя температура января −17 °C. Лето умеренно тёплое. Самый тёплый месяц — июль. Средняя температура июля +25 °C. Образование устойчивого снежного покрова происходит в среднем во второй декаде ноября, продолжительность снежного покрова — 170 дней. Средняя из наибольших декадных высот снежного покрова за зиму составляет 59 сантиметров. Почва промерзает в среднем на глубину 68-76 сантиметров. Разрушение устойчивого снежного покрова приходится на конец второй декады апреля. Годовая сумма осадков составляет в среднем 557 миллиметров.

## История
Деревня основана в 1820 году выходцами из села Барсаи, названа по местной речке. Деревня до 2019 года входила в состав Аспинского сельского поселения Уинского района. После упразднения обоих муниципальных образований непосредственно входит в состав Уинского муниципального округа.

## Население
Постоянное население составляло 149 человек в 2002 году (68 % башкиры), 151 человек в 2010 году.